# Julius
Julius  är ett latinskt mansnamn som härstammar från det romerska släktbundna personnamnet (mask.) Iiulius senare Giolio, som härleds från det grekiska ordet ιουλος  ioulo som är ett alternativt namn på Demeter och vars uttydelse är omtvistad.
Namnet har använts i Sverige sedan mitten av 1500-talet. 31 december 2005 fanns det totalt 4 449 personer i Sverige med namnet, varav 1 237 med det som tilltalsnamn.
Namnsdag: 16 februari (12 april fram till 2001). I den finlandssvenska namnsdagslängden har Julius namnsdag 12 april sedan 1952. Före det hade hade Julius namnsdag 16 februari 1929–1951.

## Personer med namnet Julius
- Julius I, påve
- Julius II, påve
- Julius III, påve
- Julius Caesar, romersk militär och statsman
- Julius Brauns, tysk forskare och uppfinnare
- Julius Nepos, romersk kejsare
- Julius Paulus, romersk jurist
- Axel Julius De la Gardie, svenskt riksråd m.m.
- Magnus Julius De la Gardie, svenskt riksråd m.m.
- Julius Axelrod, amerikansk biokemist, mottagare av Nobelpriset i fysiologi eller medicin 1970.
- Julius Bagge, svensk musikhandlare och utgivare av folkmusik.
- Julius von Ficker, tysk rättshistoriker
- Julius Jacobsen, dansk-svensk pianist och kompositör
- Julius Kariuki, kenyansk friidrottare
- Julius Korir, kenyansk friidrottare
- Julius Kronberg, svensk konstnär
- Julius Nyerere, tanzanisk president
- Julius Raab, österrikisk politiker, förbundskansler 1953-1961
- Julius Rabe, svensk musikkritiker och radiochef
- Julius Reubke, tysk tonsättare
- Julius Caesar Scaliger, italiensk lärd
- Julius Schreck, tysk nazist, SS-Oberführer
- Julius af Sillén, klassisk filolog, skolman
- Julius Skutnabb, finländsk tävlingsskrinnare
- Julius von Soden, tysk greve och författare
- Julius Streicher, tysk nazist
- Julius Sundblom, åländsk chefredaktör och politiker
- Julius Wagner-Jauregg, österrikisk mottagare av Nobelpriset i fysiologi eller medicin 1927.